# She Got Me
She Got Me – singiel szwajcarskiego piosenkarza Luki Hänniego, wydany 8 marca 2019 przez wytwórnię Muve Recordings. Piosenkę napisał sam wokalista, a także Laurell Barker, Mac Frazer, Jon Hällgren i Lukas Hällgren.
W 2019 utwór reprezentował Szwajcarię w 64. Konkursie Piosenki Eurowizji w Tel Awiwie. Piosenka zajęła 4. miejsce podczas finału, zdobywając 364 punkty.
Do utworu zrealizowano teledysk, który został opublikowany 7 marca 2019.

## Lista utworów
Digital download
1. „She Got Me” – 3:00
2. „She Got Me” (Karaoke Version) – 3:01